# 三井アウトレットパーク 幕張
- 三井アウトレットパーク > 三井アウトレットパーク 幕張
- 幕張新都心 > 三井アウトレットパーク 幕張

三井アウトレットパーク 幕張（みついアウトレットパーク まくはり）は、千葉県千葉市美浜区の幕張新都心にある、三井アウトレットパーク系列のアウトレットモールである。

## 概要
JR京葉線の海浜幕張駅前に立地する大規模アウトレットモール。施設内は「A-SITE」、「B-SITE」、「C-SITE」、「D-SITE」の4エリアから構成される。
2000年10月に第1期、2005年10月に第2期、2015年7月に第3期の増築・改修を実施している。

## 沿革
- 2000年10月26日 - 「ガーデンウォ〜ク幕張」としてオープン[1]。
- 2005年4月15日 - 屋内駐車場を廃し[要出典]、新棟「パークサイド」オープン[6]。
- 2008年4月1日 - 名称を「三井アウトレットパーク 幕張」に変更[7]。
- 2013年2月22日 - センター駐車場を閉鎖。跡地に[要出典]QVCジャパン新社屋「QVCスクエア」が竣工[8]。
- 2015年7月14日 - 第3期棟増築（新規出店57店舗、移転リニューアル34店舗）[3]。

## ショップ
- 主要店舗
  - agnès b.[9]
  - COACH[10]
  - Franc franc BAZAR[11]
  - ワコール ファクトリーストア[12]
  - TRIUMPH[13]
  - SHIPS OUTLET[14]
  - ナイキ ファクトリーストア[15]
  - アシックス ファクトリーアウトレット[16]
  - アディダス／リーボック ファクトリーアウトレット[17]
  - EDWIN[18]
  - リーバイス® ファクトリー アウトレット[19]
  - CITIZEN[20]
  - BEAMS OUTLET[21]

施設の紹介
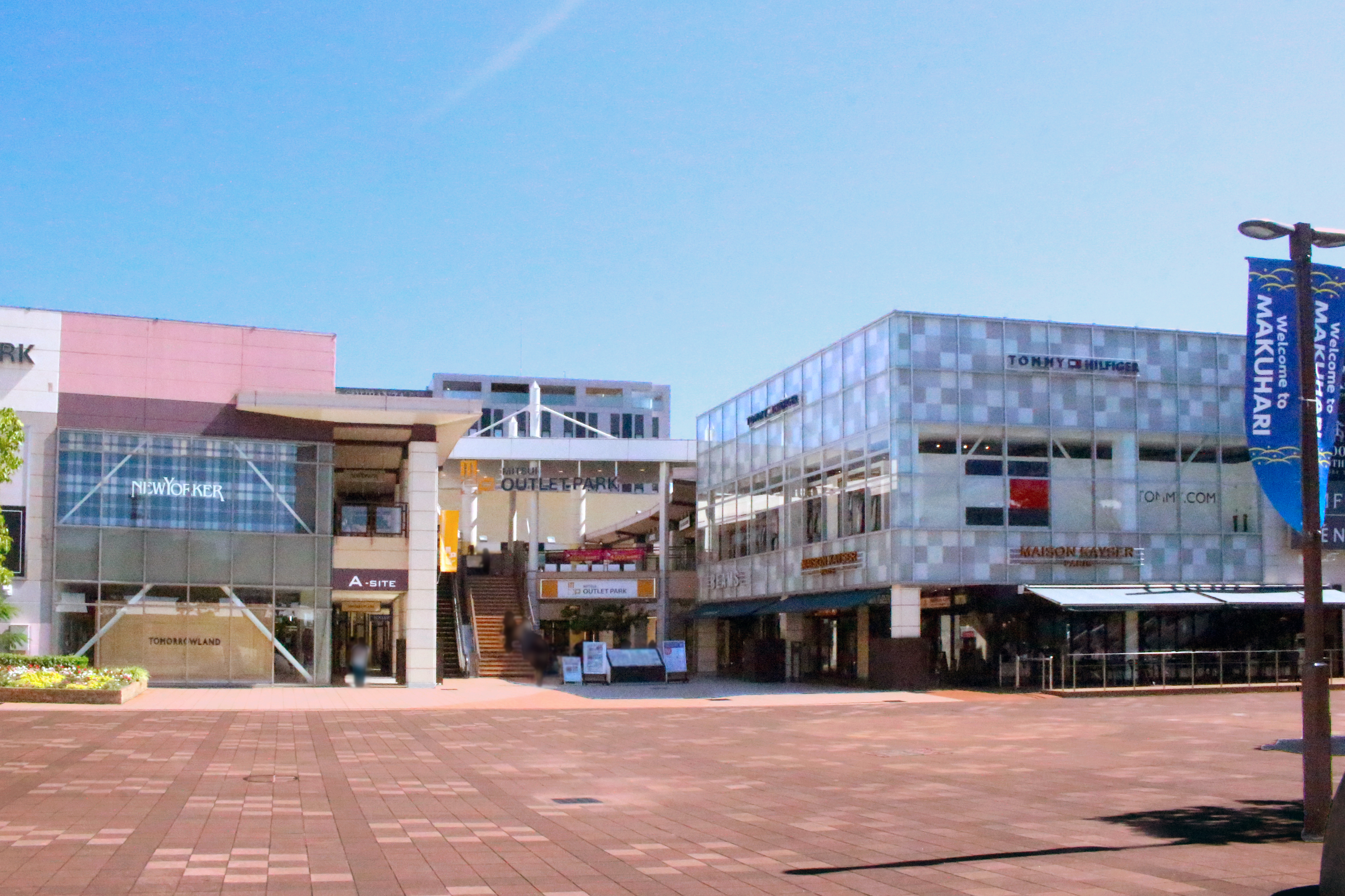
A-SITE（海浜幕張駅南口直結）
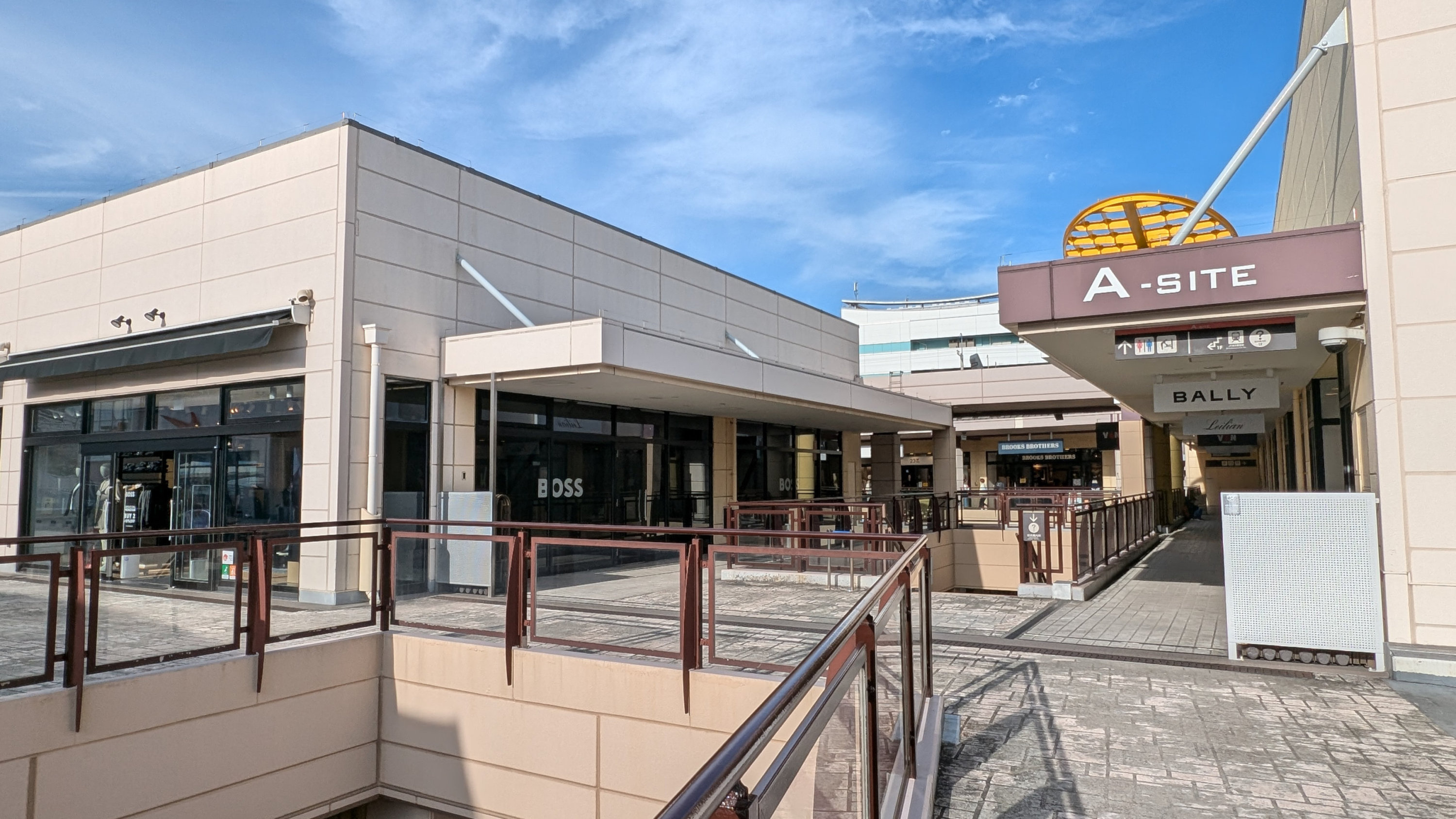
A-SITE 2F
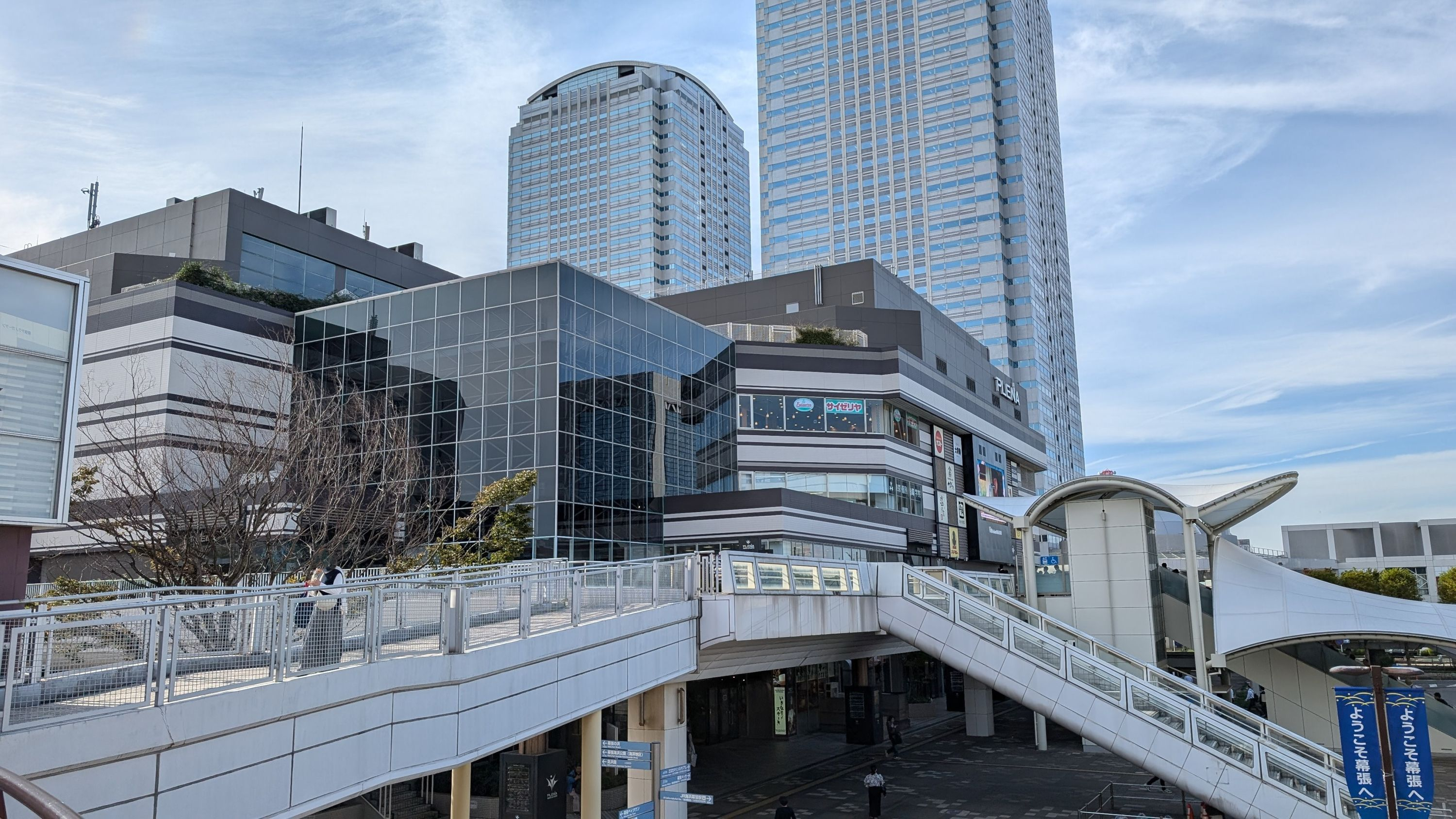
プレナ幕張に連なるペデストリアンデッキ
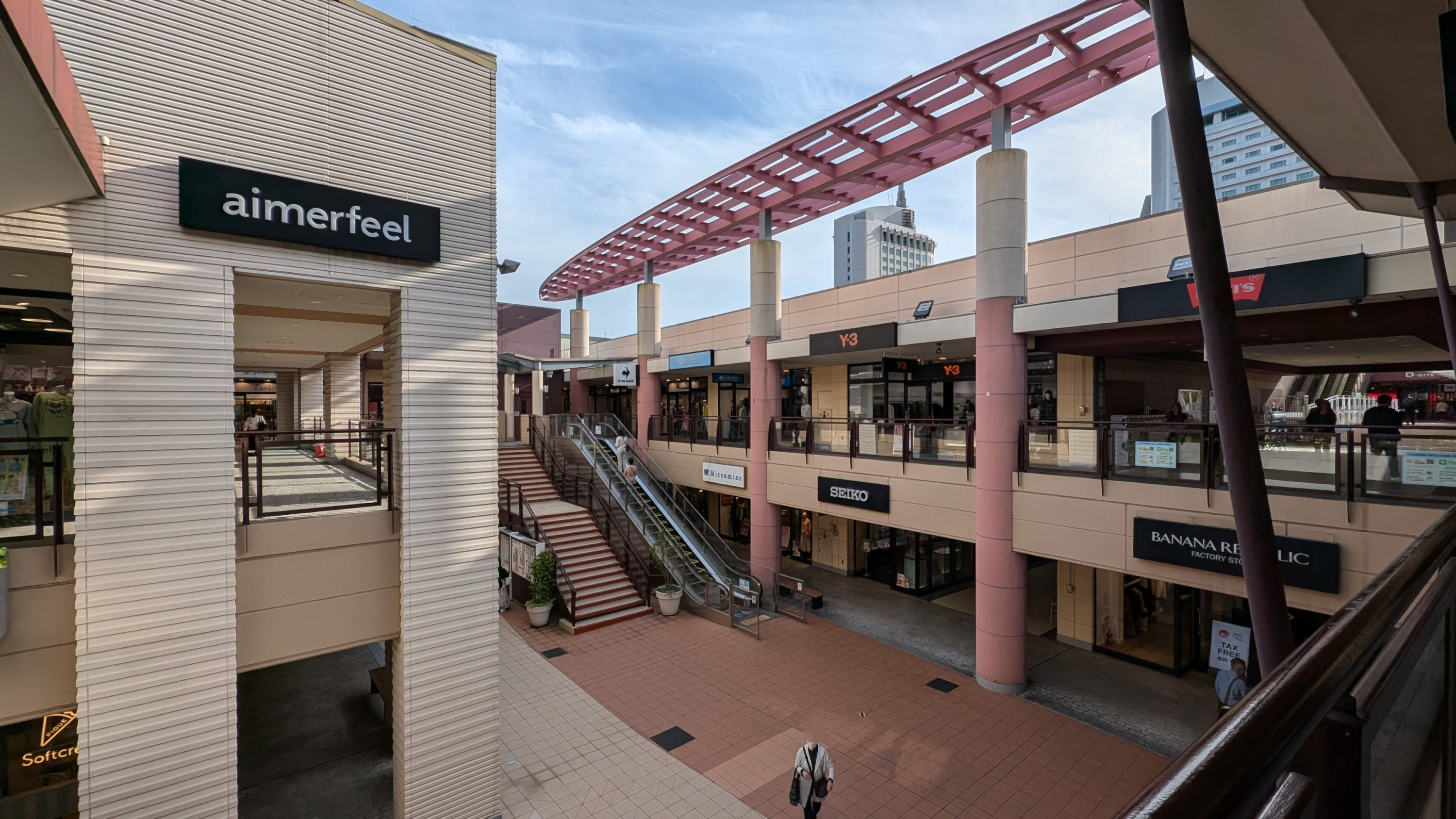
B-SITE
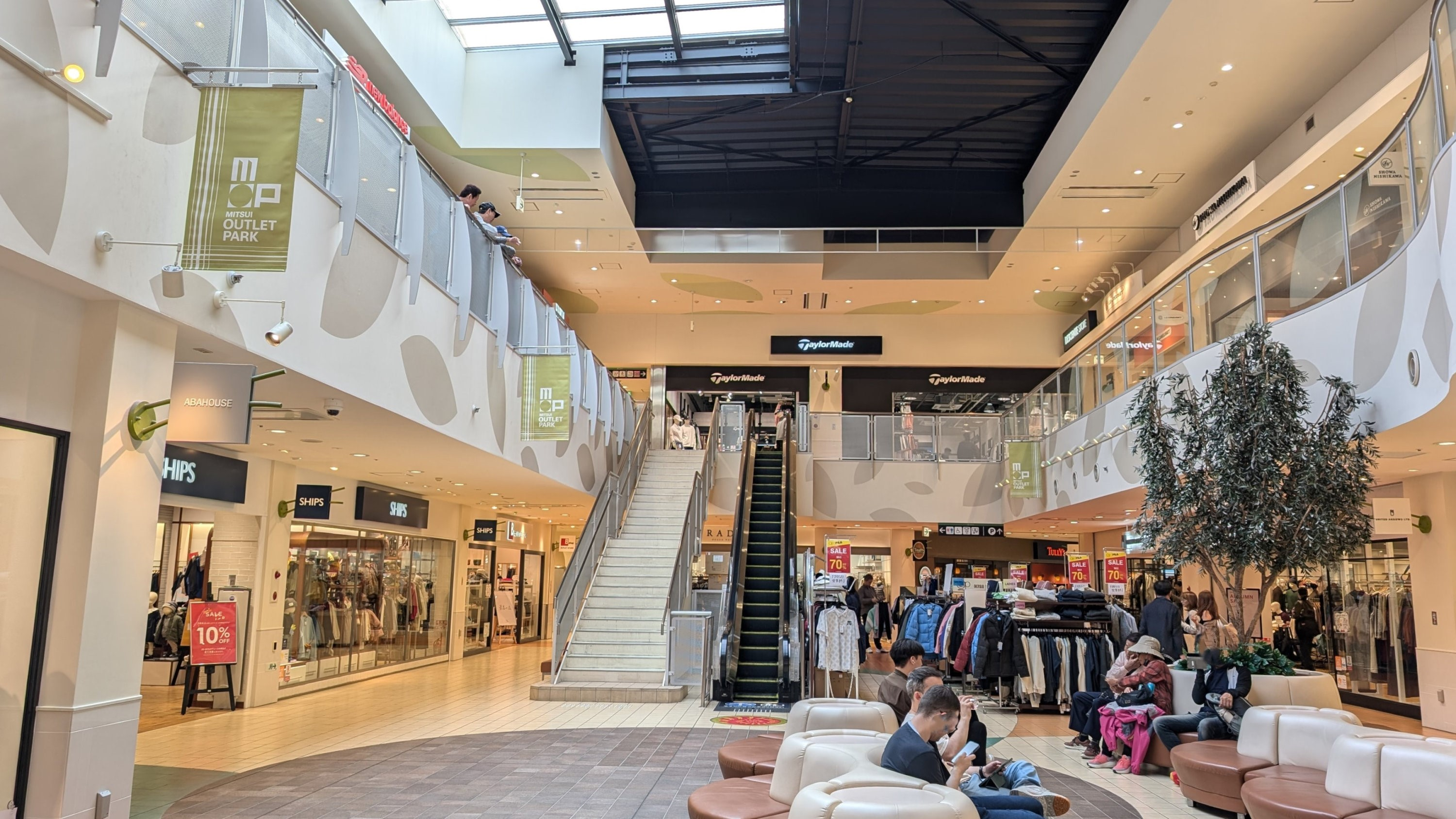
C-SITE
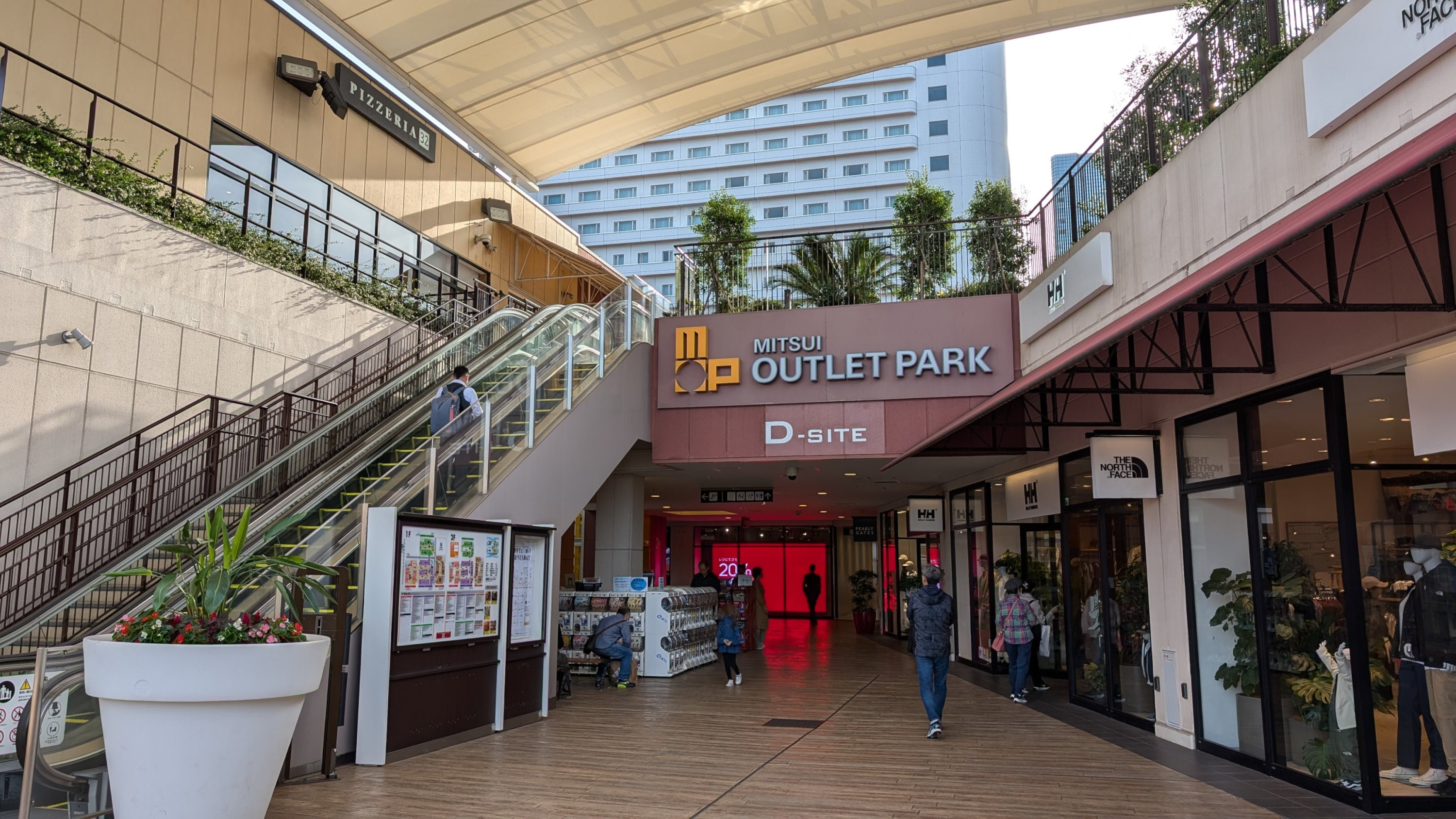
D-SITE エントランス
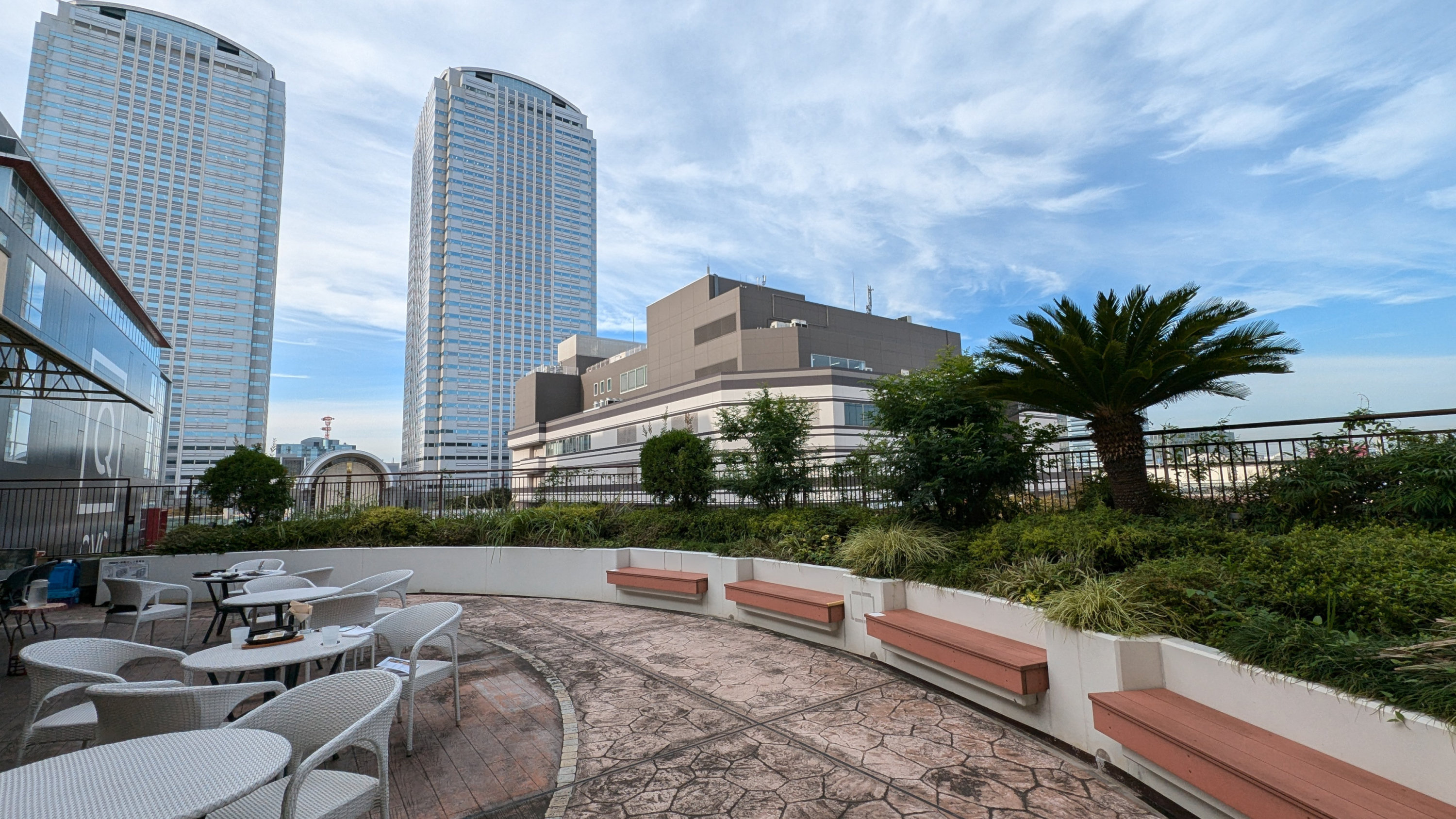
D-SITE (ワールドビジネスガーデンを望む)

## アクセス
- 鉄道
  - JR京葉線海浜幕張駅下車、徒歩1分[4]
- 自動車
  - 駐車場台数約800台[2]
  - 直営駐車場[4]
    - 第1駐車場
    - 第2駐車場

  - 提携駐車場[4]
    - スーク海浜幕張 駐車場
    - ホテルスプリングス幕張 第1駐車場
    - ナビパーク 海浜幕張第1
    - タイムズ アパホテル＆リゾート
    - メッセアミューズモール 駐車場
    - タイムズ スワローパーク第1駐車場
    - タイムズ スワローパーク第2駐車場
    - タイムズ 県営 幕張地下第1・第2駐車場
    - WBG 第2立体駐車場

  - 最寄りインターチェンジ[4]
    - 東関東自動車道 湾岸千葉インターチェンジ
    - 東関東自動車道 湾岸習志野インターチェンジ
    - 京葉道路 幕張インターチェンジ